# Aeródromo Las Águilas Oriente
El Aeródromo Las Águilas Orientes (OACI: SCMR) es un terminal aéreo ubicado junto a la ciudad de Rapel, Provincia Cardenal Caro, Región del Libertador General Bernardo O'Higgins, Chile. Es de propiedad militar.